# Lelio
Lelio  è un nome proprio di persona italiano maschile.

## Varianti
- Femminili: Lelia[1][2][4][5][6]

### Varianti in altre lingue
- Catalano: Leli, Lélius[7]
- Francese: Lélio
  - Femminili: Lélie[4]
- Latino: Laelius[1][4][5][6][8]
  - Femminili: Laelia[1][5][6][8]
- Polacco: Leliusz
- Portoghese: Lélio
- Russo: Лелий (Lelij)
- Serbo: Лелије (Lelije)
- Spagnolo: Lelio[7]
- Ucraino: Лелій (Lelij)

## Origine e diffusione
Riprende il cognomen romano Laelius, portato dai membri della gens Laelia, di origine sostanzialmente ignota; tra i vari termini con i quali si è ipotizzata una connessione, si possono citare laevus ("sinistro"), oppure i greci λάλος (lalos, "loquace", da λαλέω, laleo, "parlare", "chiacchierare") ed ἥλιος (hḗlios, "sole"), mentre altre fonti propongono un'origine etrusca.
In alcuni casi, può anche rappresentare un ipocoristico di altri nomi che finiscono in -elio o -elia, come Aurelio, Cornelio, Amelia, Ofelia e via dicendo.
Venne reso celebre dalla figura di Gaio Lelio, a cui Cicerone dedicò il dialogo Laelius de amicitia, e nella Commedia dell'arte e nel teatro goldoniano il nome è diventato tipico dello stereotipo dell'innamorato. In Italia, dove è in uso dal Rinascimento ha avuto più fortuna al femminile, grazie anche ad un romanzo omonimo di George Sand, ma in epoca moderna rimane comunque scarsamente diffuso. Sempre il femminile è stato occasionalmente usato in Irlanda per "tradurre" in inglese il nome Líadan.

## Onomastico
L'onomastico si può festeggiare il 27 giugno in memoria di san Lelio, martire spagnolo; al femminile si ricorda invece santa Lelia (in irlandese Liadhain), principessa e religiosa, commemorata il 12 agosto (in precedenza l'11).

## Persone

Lelio Luttazzi

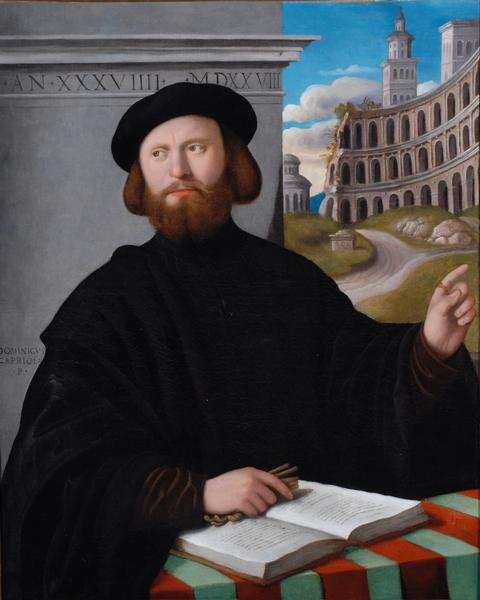
Lelio Torelli

- Gaio Lelio, politico e militare romano
- Gaio Lelio Sapiente, politico romano
- Lelio Antoniotti, calciatore italiano
- Lelio Basso, avvocato e politico italiano
- Lelio Bonin Longare, diplomatico italiano
- Lelio Brancaccio, arcivescovo italiano
- Lelio Capilupi, poeta e scrittore italiano
- Lelio Casini, baritono italiano
- Lelio Catelli, calciatore italiano
- Lelio Colaneri, calciatore italiano
- Lelio Gaviglio, aviatore italiano
- Lelio Lagorio, politico italiano
- Lelio Lantella, giurista italiano
- Lelio Luttazzi, attore, cantante, musicista e conduttore televisivo italiano
- Lelio Orsi, pittore, architetto e disegnatore italiano
- Lelio Parisi, magistrato e politico italiano
- Lelio Peirano, partigiano italiano
- Lelio Pellegrini, letterato e filosofo italiano
- Lelio Sozzini, teologo e riformatore italiano
- Lelio Speranza, dirigente sportivo e partigiano italiano
- Lelio Torelli, funzionario e giurista italiano
- Lelio Vittorio Valobra, avvocato italiano
- Lelio Zecchi, teologo e religioso italiano

### Variante femminile Lelia
- Lelia Goldoni, attrice statunitense